# Neopsylla villa
Neopsylla villa är en loppart som beskrevs av Wang Zine, Wu Houyoung et Liu Quan 1982. Neopsylla villa ingår i släktet Neopsylla och familjen mullvadsloppor. Inga underarter finns listade i Catalogue of Life.